# 후안 콰드라도
후안 기예르모 콰드라도 베요(스페인어: Juan Guillermo Cuadrado Bello, 1988년 5월 26일 ~ )는 콜롬비아의 축구 선수로, 현재 이탈리아 세리에 A의 피사 SC 소속이다. 포지션은 풀백, 윙백, 윙어이다.
가속력, 속도, 드리블 능력 등이 뛰어난 것으로 유명하며 여러 스타일의 춤을 추는 골 셀러브레이션을 하는 것으로 유명하다.

## 클럽 경력
2014 브라질 월드컵에서의 활약으로 2015년 겨울 이적시장에서 첼시 FC로 이적했다. 유벤투스 FC로부터 임대 후 2017년 5월 유벤투스로 완적 이적 했다.
계약 만료 후 인터 밀란에 입단했다.

## 국가대표 경력
- 2011 코파 아메리카
- 2014 FIFA 월드컵
- 2015 코파 아메리카
- 2016 코파 아메리카
- 2018 FIFA 월드컵
- 2019 코파 아메리카
- 2021 코파 아메리카

## 출전 통계
| 클럽             | 시즌    | 출전 | 득점 |
| ---------------- | ------- | ---- | ---- |
| 메데인           | 2008    | 21   | 2    |
| 메데인           | 2009    | 11   | 0    |
| 우디네세         | 2009-10 | 12   | 0    |
| 우디네세         | 2010-11 | 12   | 0    |
| 레체             | 2011-12 | 33   | 3    |
| 피오렌티나       | 2012-13 | 40   | 5    |
| 피오렌티나       | 2013-14 | 43   | 15   |
| 피오렌티나       | 2014-15 | 23   | 6    |
| 첼시             | 2014-15 | 14   | 0    |
| 첼시             | 2015-16 | 1    | 0    |
| 유벤투스         | 2015-16 | 40   | 5    |
| 유벤투스         | 2016-17 | 45   | 3    |
| 유벤투스         | 2017-18 | 29   | 5    |
| 유벤투스         | 2018-19 | 23   | 1    |
| 유벤투스         | 2019-20 | 45   | 3    |
| 유벤투스         | 2020-21 | 40   | 2    |
| 유벤투스         | 2021-22 | 45   | 5    |
| 유벤투스         | 2022-23 | 47   | 2    |
| 인테르나치오날레 | 2023-24 | 12   | 0    |
| 아탈란타         | 2024-25 | 32   | 0    |

## 수상

#### 첼시 FC
- 프리미어리그 : 2014-15
- EFL컵 : 2014-15

#### 유벤투스 FC
- 세리에 A : 2015–16, 2016–17, 2017–18, 2018–19, 2019–20
- 코파 이탈리아 : 2015–16, 2016–17, 2017–18, 2020–21
- 수페르코파 이탈리아나 : 2018, 2020

#### FC 인테르나치오날레 밀라노
- 세리에 A : 2023-24
- 수페르코파 이탈리아나 : 2023

#### 콜롬비아
- 코파 아메리카 3위 : 2016, 2021

### 개인
- 세리에 A 최우수 미드필더 : 2014
- 세리에 A 올해의 팀 : 2013-14
- FIFA 월드컵 도움왕 : 2014
- UEFA 챔피언스리그 도움왕 : 2020-21
- 세리에 A 이 달의 득점 : 2021년 12월

## 같이 보기
- A매치 100경기 이상 출전한 축구 선수 명단